# Iota Pegasi
Iota Pegasi is een tweevoudige ster met een spectraalklasse van F5.V en G9.V. De ster bevindt zich 38,83 lichtjaar van de zon.